# 麥克雷鎮區 (明尼蘇達州馬歇爾縣)
麥克雷鎮區（英語：McCrea Township）是位於美國明尼蘇達州馬歇爾縣的一個行政鎮區。

## 歷史
麥克雷鎮區於1882年設立，得名自明尼蘇達州立法委員安德魯·麥克雷（Andrew McCrea）。

## 地方資料
麥克雷鎮區的面積為116.59平方千米，皆為陸地。根據2020年美國人口普查的數據，當地共有人口247人，而人口密度為每平方千米2.12人。